# Jai Rodriguez
Jai Rodriguez (ur. 22 czerwca 1979) – amerykański aktor i muzyk pochodzenia włosko-portorykańskiego.

## Życiorys
Urodził się w Brentwood w Nowym Jorku pod nazwiskiem David Jai Rodriguez. Obecnie mieszka w Los Angeles.
Współpracował z telewizjami Animal Planet i GSN Live, lecz najbardziej znany jest jako prezenter-przewodnik kulturalny programu rozrywkowego Porady różowej brygady (Queer Eye for the Straight Guy), emitowanego na antenie amerykańskiej stacji Bravo w latach 2003–2007. Udział w tym programie przyniósł Rodriguezowi i innym jego twórcom w roku 2004 nagrodę Emmy w kategorii najlepsze reality-show, a rok później także nominację do tej nagrody w tej samej kategorii. W telewizji artysta występuje także w serialach, takich jak Bez skazy, Tylko jedno życie czy Wszystkie moje dzieci. Zagrał m.in. w filmach Nowy (The New Guy, 2002) z Elizą Dushku i DJ-em Quallsem oraz Producenci (The Producers, 2005) u boku Nathana Lane’a, Umy Thurman i Matthew Brodericka. jest prowadzącym w programie Spa dla kota i psa (,,groomer has it”) na Animal planet (sam posiada 2 psy - yorkshire terriery wabiące się Nemo i Dora )
Poza aktorstwem zajmuje się muzyką. W 2002 roku założył musicalowy kabaret o nazwie „Monday Night Twisted Cabaret”, który szturmem zdobył popularność w nowojorskich klubach gejowskich. W marcu 2003 za pośrednictwem niezależnie działającej wytwórni Arrive At Eleven Productions wydał swój pierwszy singel – „Love Is Good”. We współpracy z Airgo Records nagrał debiutancki album.
Jest osobą otwarcie biseksualną.